# Mario Álvarez Giambruno
Mario Álvarez Giambruno (Montevideo, 24 de julio de 1958) es un veterinario y político uruguayo perteneciente al Frente Amplio. Fue candidato a intendente de Colonia por su partido en las elecciones municipales del 2010.

## Biografía
Álvarez nació en Montevideo, donde se graduó como Médico veterinario, en la Facultad de Veterinaria de la Universidad de la República. Allí fue militante de la Federación de Estudiantes Universitarios del Uruguay e integró el Consejo Federal de la FEUU siendo miembro de su ejecutivo. Integró el Asamblea General del Claustro de la Universidad de la República por el Orden Estudiantil, fue docente en el área de Sociología y Extensión de la Facultad de Veterinaria e integró por ese orden la Asamblea del Claustro de dicha institución. Más tarde integró el Consejo de dicha Facultad por el Orden Egresados.
Desde 1984 reside en Colonia Valdense, en el departamento de Colonia.
Desde 1989 hasta la fecha es socio fundador y director de la firma GENSUR, empresa dedicada al área de la zootecnia genética biotecnología orientada a la producción animal. En 1997 extiende su empresa hacia Brasil.
Entre 1985 y 1999 fue integrante del departamento técnico de la Cooperativa CRADECO. Como empresario fue fundador y Presidente de la Cámara Uruguay-Venezuela y formó parte de la directiva de la Asociación Nacional de la Micro y Pequeña Empresa.
En 1982 se afilia al Partido Socialista del Uruguay, del cual integró el Comité Central y la Dirección Departamental de Colonia, donde fue Secretario Político.
En el 2007 fue elegido Presidente de la Departamental del Frente Amplio de Colonia, siendo reelecto en el 2008. Actualmente, continúa en el cargo.
Fue uno de los candidatos por su partido para la Intendencia de Colonia, a disputarse en las elecciones de 2010.